# Julen Urruzola Pagazaurtundua
Julen Urruzola Pagazaurtundua (geboren am 5. März 2002 in Elgoibar) ist ein spanischer Handballspieler, der auf der Spielposition Rückraum links eingesetzt wird.

## Vereinskarriere
Julen Urruzola begann mit dem Handball bei Usurbil Eskubaloia und wechselte zu Bidasoa Irun, mit dem er in der Saison 2020/2021 in der Liga Asobal debütierte. Nach der Erstligasaison 2022/2023 wechselte Urruzola zu Eón Horneo Alicante.
Mit dem Team aus Irun nahm er an europäischen Vereinswettbewerben teil.

## Auswahlmannschaften
Sein erstes Spiel für Spanien absolvierte er am 15. Dezember 2017 gegen die Auswahl Rumäniens. Urruzola nahm als Juniorennationalspieler Spaniens an der U-20-Europameisterschaft in Portugal (2022) teil, bei der er mit der Mannschaft Europameister wurde. Er stand bis Oktober 2022 in 32 Spielen im Aufgebot der spanischen Nachwuchsteams und erzielte dabei elf Tore.